# The Creatures
The Creatures foi uma banda inglesa formada em 1981 pela vocalista Siouxsie Sioux e pelo baterista Budgie do grupo Siouxsie and the Banshees. The Creatures lançou seu primeiro EP Wild Things em 1981. Após o lançamento do EP, produziram quatro LP's: Feast (1983), Boomerang (1989), Anima Animus (1999) e Hái! (2003).
O gênero musical exotica serviu de fonte inspiradora para o The Creatures produzir o álbum Feast. Em Boomerang, elementos de flamenco, blues e jazz foram adicionados, ou seja, um tom espanhol foi agregado à música. No final da década de 1990, desenvolveram uma sonoridade mais urbana; O Times descreveu sua música como "art rock aventureiro construído em torno da voz de Siouxsie e da bateria de percussão do Budgie". No último trabalho, regressaram às raízes com uma Ode ao minimalismo japonês. A dupla ou casal decidiu interromper o The Creatures em 2005.
A música "Killing Time" foi elogiada por Jeff Buckley, PJ Harvey, Anohni, e mencionado por Neil Hannon da Divine Comedy .